# Trinomische kubus
Een trinomische kubus, ook wel trinoom genoemd, is een kubus opgebouwd uit gekleurde kubusjes en rechthoekige blokjes, en opgeslagen in een uitklapbare doos. Hij wordt in het montessorionderwijs gebruikt als ontwikkelingsmateriaal.
Het doel van dit materiaal is dat het kind de trinoom uit elkaar haalt en dan volgens bepaalde aanwijzingen weer opbouwt. Deze oefening zou bijdragen aan de ontwikkeling van het visuele onderscheidingsvermogen.